# Heil Honey I'm Home!
Heil Honey, I'm Home! es una sitcom británica, escrita por Geoff Atkinson y producida en 1990 que fue cancelada después de un episodio. Se centra en la vida ficticia de Adolf Hitler y Eva Braun, quienes viven al lado de una pareja judía, Arny y Rosa Goldenstein. La serie parodia elementos de las sitcoms estadounidenses y su trama es impulsada por la incapacidad de Hitler de llevarse bien con sus vecinos. Causó controversia en su emisión y ha sido denominada "quizás la comedia de situación más insípida del mundo".

## Premisa
El primer episodio abre con la tarjeta de subtítulo explicando la ficticia historia de la serie: Supuestamente muestra las redescubiertas "grabaciones perdidas" de una sitcom estadounidense, abandonada y nunca emitida, la cual fue creada por "Brandon Thalburg Jnr".
En 1938, Adolf Hitler y Eva Braun viven en Berlín, al lado de una pareja judía, Arny y Rosa Goldenstein. Hitler y Braun tienen muy poco en común con sus contrapartes históricas, actuando más como la típica pareja de sitcom de marido y mujer. Hitler, por ejemplo, viste un suéter y corbata además de una gabardina militar. Los Goldestein son personajes hechos de la misma manera. La serie es una parodia - no del Tercer Reich, si no el tipo de sitcoms producidas en los Estados Unidos entre los años 50 y 70 "que podrían aceptar cualquier idea, sin importar lo estúpida". En el espíritu del título, la trama y el diálogo son deliberadamente insípidos y cursis y los personajes eran aplaudidos cada vez que llegaban al set. Con el patrón inspirado en I Love Lucy, los actores tienen acentos neoyorquinos.

## Producción, controversia y cancelación
El programa causó controversia, con Hayim Pinner, secretario general de la Junta de Diputados de los Judíos Británicos, describiendo el episodio como "de muy mal gusto", y agregando que: "Estamos en contra de la trivialización de la Segunda Guerra Mundial, Hitler o el Holocausto, y esto ciertamente trivializa esas cosas. Es muy insípido y muy ofensivo." 
La historiadora de televisión Marian Calabro la describió como "quizás la comedia de situación más insípida del mundo". No obstante, algunos críticos apuntaron que la estupidez era intencional, y un elemento de la parodia - entre aquellos está David Hawkes, profesor de inglés, quien cita a Heil Honey, I'm Home! como un "concepto de mano dura", y discute que la serie fue un fracaso como comedia porque "desastrosamente excedió" los límites de la ironía. 
La serie ha sido catalogada como el programa más controvertido que se ha transmitido en toda la historia del Reino Unido; fue colocado además en el #61 de la lista del Canal 4 de Inglaterra de "Los 100 Grandes Momentos Televisivos del Infierno" (The 100 Greatest TV Moments from Hell).
Geoff Atkinson alegó que el objetivo de la serie no era ser chocante, sino examinar el apaciguamiento que rodeaba a Hitler en 1938. Él reconoce que la sátira de este apaciguamiento no fue bien traducida como él esperaba. Con respecto a la controversia que provocó, Atkison también declaró que tres cuartos de su reparto eran judíos y no la consideraban controvertida.

## Elenco
- Neil McCaul como Adolf Hitler.
- DeNica Fairman como Eva Braun (reemplazada por Maria Friedman en capítulos no lanzados al aire).[3]
- Gareth Marks como Arny Goldenstein.
- Caroline Gruber como Rosa Goldenstein.
- Laura Brattan como Ruth.
- Patrick Cargill como Neville Chamberlain.